# Razarači klase Murasame
Klasa Murasame je klasa japanskih razarača naoružanih vođenim projektilima. Klasa je nasljednik razarača klase Asagiri. Klasu Murasame čini 9 razarača izgrađenih u razdoblju od 1993. do 2000. godine. Svih 9 brodova su u operativnoj uporabi japanske ratne mornarice. Brod ima sletnu palubu za jedan Mitsubishi H-60 helikopter. Klasu Hatsuyuki naslijedili su razarači klase Takanami.
| Oznaka | Naziv    | Kobilica položena   | Porinut             | Stavljen u uporabu | Matična luka |
| ------ | -------- | ------------------- | ------------------- | ------------------ | ------------ |
| DD-101 | Murasame | 18. kolovoza 1993.  | 23. kolovoza 1994.  | 12. ožujka 1996.   | Yokosuka     |
| DD-102 | Harusame | 11. kolovoza 1994.  | 16. listopada 1995. | 24. ožujka 1997.   | Yokosuka     |
| DD-103 | Yudachi  | 18. ožujka 1996.    | 19. kolovoza 1997.  | 4. ožujka 1999.    | Sasebo       |
| DD-104 | Kirisame | 3. travnja 1996.    | 21. kolovoza 1997.  | 18. ožujka 1999.   | Sasebo       |
| DD-105 | Inazuma  | 8. svibnja 1997.    | 9. rujna 1998.      | 15. ožujka 2000.   | Kure         |
| DD-106 | Samidare | 11. rujna 1997.     | 24. rujna 1998.     | 21. ožujka 2000.   | Kure         |
| DD-107 | Ikazuchi | 25. veljače 1998.   | 24. lipnja 1999.    | 14. ožujka 2001.   | Yokosuka     |
| DD-108 | Akebono  | 29. listopada 1999. | 25. rujna 2000.     | 19. ožujka 2002.   | Kure         |
| DD-109 | Ariake   | 18. svibnja 1999.   | 16. listopada 2000. | 6. ožujka 2002.    | Sasebo       |

## Vanjske poveznice
- Globalsecurity.org - klasa Murasamo